# Schizonycha hamata
Schizonycha hamata är en skalbaggsart som beskrevs av Hermann Julius Kolbe 1891. Schizonycha hamata ingår i släktet Schizonycha och familjen Melolonthidae. Inga underarter finns listade i Catalogue of Life.